# Richard Dilger

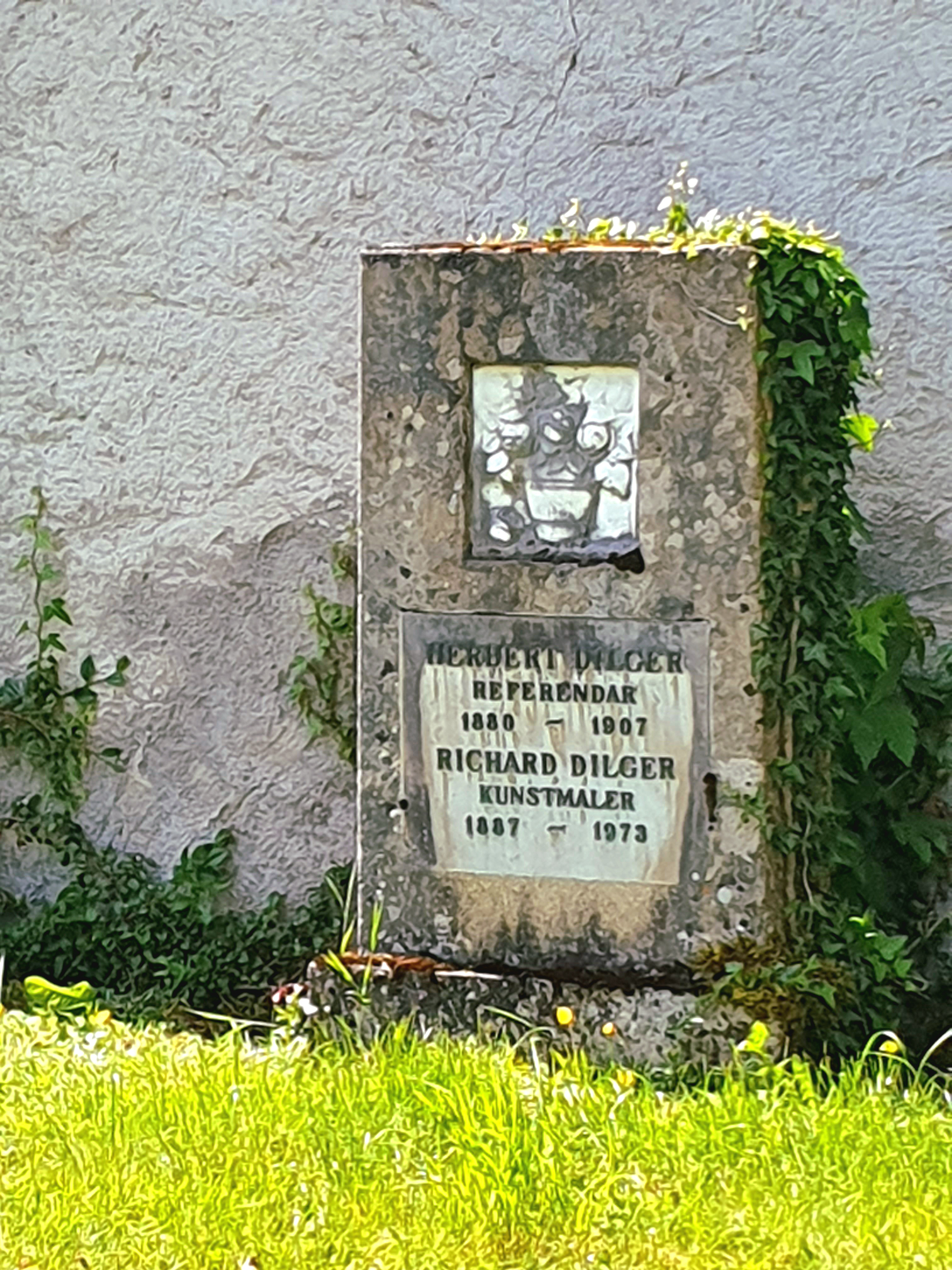
Ehrengrab Dilger, Friedhof Stühlingen

Richard Dilger (* 17. September 1887 in Überlingen; † 1973 in Allensbach) war ein deutscher Landschaftsmaler.

## Leben
Dilger studierte an der Akademie der Bildenden Künste Karlsruhe. Später führten ihn Studienreisen nach Frankreich und in die Schweiz. Nach dem Ersten Weltkrieg hatte er ein Atelier in Karlsruhe. Im Sommer wohnte er oft in Allensbach. Im Jahr 1942 ließ er sich wegen der Bombardierung der großen Städte dauerhaft in Allensbach nieder.

## Bilder
Seine Sujets waren Stillleben, Porträts und Landschaftsmalerei. Der Bodensee mit Allensbach, der Insel Reichenau, Konstanz und Meersburg war ein häufiges Motiv. Seine Bilder werden in Auktionen geführt.